# テトラシアノエチレン
テトラシアノエチレン (tetracyanoethylene) は化学式 C6N4 で表されるシアン化炭化水素系の有機化合物である。エチレンの4つの水素原子部位が、全てニトリル基で置換された構造を持つ。IUPAC名はエテンテトラカルボニトリルである。TCNEと略されることがある。

## 電子的性質
TCNEは電子受容体としてよく用いられる。この分子は4つのシアノ基（ニトリル基）を持っているが、シアノ基はπ*軌道のエネルギーが低い上に、シアノ基のπ軌道と中央のC=C二重結合とが共役していることが分子の電子受容性を非常に高めている。TCNEをヨウ化物塩と反応させるとラジカルアニオンが生成する。
{\displaystyle {\ce {{C2(CN)4}+I^{-}->\ {[C2(CN)4]^{-}}+1/2I2}}}
平面性と電子受容性のため、TCNEは多くの有機超電導体において電子供与体の1電子酸化剤として用いられている。このような電荷移動塩はBechgaard塩と呼ばれることがある。
TCNEにおけるC=Cの中心間距離は135pmである。還元されると、この結合は対イオンに応じて141～145pmに伸長する。

## 合成と反応
マロノニトリルから合成される。
過酸化水素で酸化させると対応するエポキシドが生成するが、その性質は独特なものとなる。

## 安全性
分解するとシアン化水素が発生するため、取扱には注意しなければいけない。日本では毒物及び劇物取締法により劇物に指定されている。